# Джайсалмер (княжество)

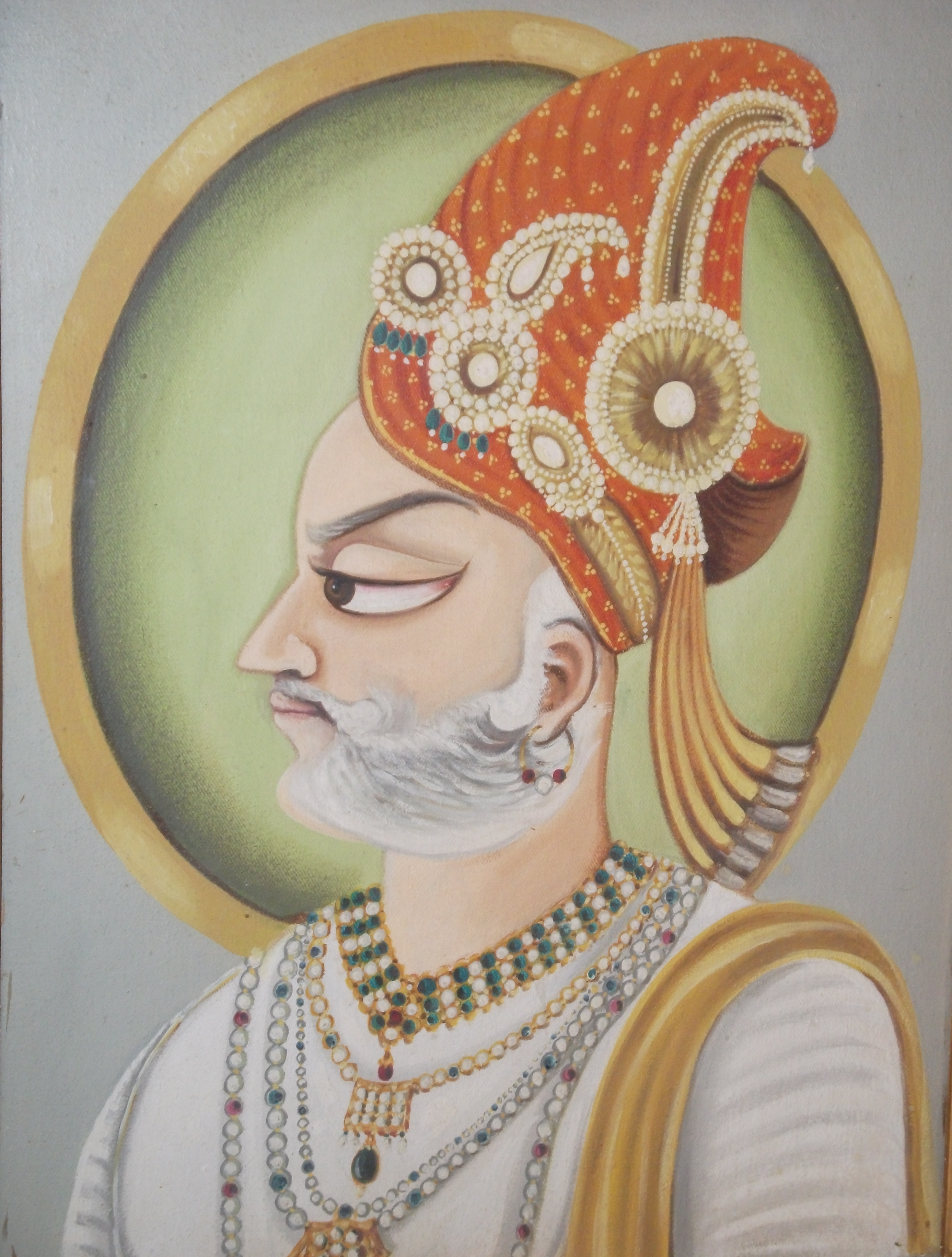
Махаравал Джайсал Сингх. Форт Джайсалмер.

Княжество Джайсалмер — туземное княжество в составе Британской Индии. Первоначально это было государством Бхати-раджпутов в дальней западной части современного штата Раджастан, Индия, с середины XII века до 1947 года. В 1156 году Раваль Джайсал перенес свою столицу из Лударвы в Джайсалмер, потому что первый был уязвим для набегов тюрко-афганских и белуджийских племен. Потомки Джайсала продолжали править в Джайсалмере вплоть до 1818 года, когда субсидиарный договор с Британской Империей сделал его княжеским государством. Несмотря на британский протекторат, местные правители продолжали управлять внутренними делами княжества. Известный как Махаравал, туземный правитель княжеского государства имел право на 15-пушечный салют.

## Ранняя история
Правящая династия Джайсалмера утверждала, что происходит от обожествленного героя Кришны. Правители Бхатти первоначально правили в Афганистане. Считается, что их предок Раваль Гадж основал город Гаджни. По словам Джеймса Тода, этот город является современным Газни в Афганистане, в то время как Каннингем идентифицирует его как современный Равалпинди. Раваль Гадж был убит в сражении с персидским правителем Хорасана, и его потомки были вынуждены переселиться в Пенджаб. Считается, что его потомок Раваль Саливахан основал город Сиалкот и сделал его своей новой столицей. Саливахан победил сакских скифов в 78 году при Кахроре, приняв титул Сака-Ари (враг саков). Внук Саливахана Раваль Бхати (Бхатти) завоевал несколько соседних областей. Именно от него происходит название клана Бхати (Бхатти).

## История Джайсалмера

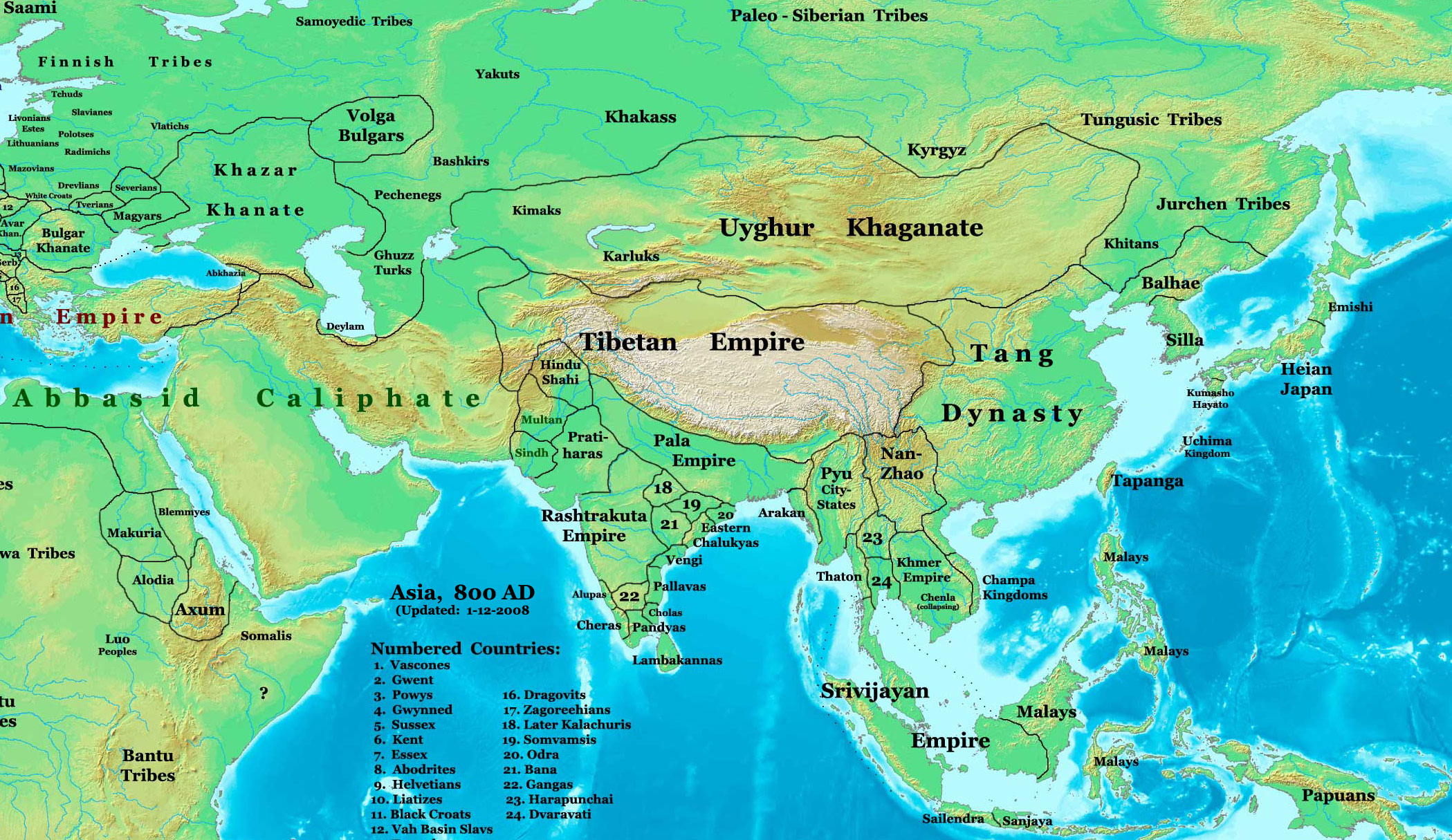
Государство Бхатти, отмеченное как Мултан в 800 году

Государство Джайсалмер выделилось из состава государства, управляемой династией Бхати. Ранние Бхати правили большим государством, простиравшейся от Газни в современном Афганистане до Сиалкота, Лахора и Равалпинди в современном Пакистане и Бхатинды и Ханумангарха в современной Индии. Государство Бхати со временем распалось из-за постоянных вторжений из Центральной Азии. По данным Сатиш Чандра, индуистские шахи Афганистана заключили союз с правителями Бхатти из Мултана, потому что они хотели положить конец набегам тюркского правителя Газни, однако этот альянс был побежден Алп Тегином в 977 году. Владения Бхати продолжали смещаться к югу, поскольку они правили Мултаном, а затем, наконец, были вытеснены в Чолистан и Джайсалмер, где Равал Девараджа построил Дера-Равал/Деравар . Джайсалмер был новой столицей, основанной в 1156 году Махаравалом Джайсалом Сингхом, и княжество получило свое название от столицы. 11 декабря 1818 года Джайсалмер стал британским протекторатом в Агентстве Раджпутана.
Традиционно в средние века основным источником дохода княжества были сборы с караванов, но экономика сильно пострадала, когда Бомбей стал крупным портом, а морская торговля заменила традиционные сухопутные маршруты. Махаравалы Ранджит Сингх и Байри Сал Сингх пытались повернуть вспять экономический спад, но резкое сокращение торговли обнищало княжество. Сильная засуха и последовавший за ней голод с 1895 по 1900 год, во время правления Махаравала Саливахана Сингха, только усугубили ситуацию, вызвав массовые потери скота, на которые опиралось княжество, все более и более сельскохозяйственное.
Попытки Махаравала Джавахира Сингха (1914—1949) провести модернизацию также не были полностью успешными в изменении экономики княжества, и засушливые земли Джайсалмера оставались отсталыми по сравнению с другими регионами Раджпутаны, особенно с соседним княжеством Джодхпур. Тем не менее, обширная инфраструктура хранения и водоснабжения, санитарии и здравоохранения, разработанная в 1930-х годах премьер-министром Деваном Бахадуром Бриджмоханом Натхом Зутши, оказала значительное облегчение во время суровых засух 1941 и 1951 годов. Джавахир Сингх, махаравал в 1930—1947 годах, и его министры также способствовал техническому образованию и академическим дисциплинам гражданского строительства и машиностроения в княжестве.
После ухода британцев из Индии в 1947 году махаравал Джавихира Сингх подписал акт о присоединении к новому Индийскому союзу, сохранив при этом некоторую внутреннюю автономию до 1950-х годов.

## Правители княжества

### Равалы
- 1153—1168: Раваль Джайсал Сингх
- 1168—1200: Шаливахан Сингх II
- 1200—1200: Байджал Сингх
- 1200—1219: Кайлан Сингх
- 1219—1241: Чачак Део Сингх
- 1241—1271: Каран Сингх I
- 1271—1275: Лакхан Сен
- 1275—1276: Пунпал Сингх
- 1276—1294: Джайтси Сингх I
- 1294—1295: Малрадж Сингх I
- 1295—1306: Дурджан Сал (Дуда)
- 1306—1335: Гарси Сингх
- 1335—1402: Кехар Сингх II
- 1402—1436: Лахман Сингх
- 1436—1448: Берси Сингх
- 1448—1457: Чачак Део Сингх II
- 1457—1497: Девидас Сингх
- 1497—1530: Джайтси Сингх II
- 1530—1530: Каран Сингх II
- 1530—1551: Лункаран Сингх
- 1551—1562: Малдев Сингх
- 1562—1578: Харрадж Сингх
- 1578—1624: Бхим Сингх
- 1624—1634: Калиан Сингх
- 1634—1648: Манохар Дас Сингх
- 1648—1651: Рам-Чандра Сингх
- 1651—1661: Сабал Сингх

### Махаравалы
- 1661—1702: Амар Сингх из Джайсалмера (? — 1702)
- 1702—1708: Джасвант Сингх из Джайсалмера (? — после 1722)
- 1708—1722: Будх Сингх (? — 1722)
- 1722—1762: Акхи Сингх
- 22 октября 1762 — 8 октября 1819: Мулрадж II (1745—1819)
- 18 февраля 1820 — 11 ноября 1846: Гай Сингх (1800—1846)
- 1846—1864: Ранджит Сингх из Джайсалмера
- 1864 — 10 марта 1891: Байри Сал (1848—1891)
- 12 апреля 1891 — 11 апреля 1914: Шаливахан Сингх III (1887—1914)
- 9 июля 1914 — 15 августа 1947: Джавахир Сингх (1882—1949).

## Титулярные правители
- 1949—1950: Гирдхар Сингх (13 ноября 1907 — 27 августа 1950)
- 1950—1982: Рагхунатх Сингх (18 ноября 1929 — 8 февраля 1982). Титул и привилегии были отменены в 1971 году.
- 1982—2020: Бриджрадж Сингх (13 ноября 1968 — 28 декабря 2020)
- 2020 — настоящее время: Чайтанья Радж Сингх (род. 28 января 1993).